# Alphaproteobacteria
Classe
Synonymes
- Caulobacteria Cavalier-Smith 2020
- Alphabacteria Cavalier-Smith 2002
- Anoxyphotobacteria (Gibbons & Murray 1978) Murray 1988

Les Alphaproteobacteria (en français les Alphaprotéobactéries) sont une classe de bactéries à Gram négatif du phylum des Pseudomonadota. Son nom, formé sur les mots grecs alpha (ἄλφα : première lettre de l'alphabet) et Proteus (Προτεύς : Protée, dieu capable de se métamorphoser) complétés du néolatin bacteria (bactérie), n'est exceptionnellement pas dérivé du nom de son ordre type Caulobacterales.
C'est une classe très diversifiée qui comprend relativement peu de genres pathogènes humains tels que Bartonella, Brucella ou encore Rickettsia. On y trouve également des genres endosymbiotes d'arthropodes et de nématodes (Wolbachia), symbiotes de plantes dans la rhizosphère (Rhizobium),phototrophes (Rhodobacter) ou méthanotrophes (familles des Methylocystaceae et Beijerinckiaceae), etc. D'après la théorie endosymbiotique, les proto-mitochondries (en) dont proviennent les mitochondries actuelles sont vraisemblablement des Alphaproteobacteria proches des Rickettsia. 
L'espèce Agrobacterium radiobacter (anciennement A. tumefaciens) est exploitée par le génie génétique comme vecteur de transfection pour introduire de l'ADN étranger dans des cellules végétales. Des adaptations à la présence de biocides et à des températures élevées ont été décrites chez Rubellimicrobium thermophilum dans un environnement industriel (fabrication de papier).

## Taxonomie
Ce taxon est décrit en 2006 par G.M. Garrity et al. dans la deuxième édition du Bergey's Manual of Systematic Bacteriology. Il est validé la même année par une publication dans l'IJSEM.
En 2013, M.P. Ferla et al. s'appuient sur un séquençage des gènes de l'ARN ribosomique de la grande et de la petite sous-unité pour proposer une subdivision des Alphaproteobacteria en trois sous-classes : Caulobacteridae, Magnetobacteridae et Ricketsiidae (corrig.)
Le nom correct complet (avec auteur) de ce taxon est Alphaproteobacteria Garrity et al. 2006.
Le genre type est Caulobacter Henrici & Johnson 1935.

### Synonymie
Alphaproteobacteria a pour synonymes :
- Alphabacteria Cavalier-Smith 2002
- Anoxyphotobacteria (Gibbons & Murray 1978) Murray 1988
- Candidatus Mariprofundia corrig. Emerson et al. 2007
- Candidatus Zetaproteobacteria Emerson et al. 2007
- Caulobacteria Cavalier-Smith 2020
- Magnetococcia Chuvochina et al. 2024
- Mariprofundia Cavalier-Smith 2020
- Zetaproteobacteria Makita et al. 2017

## Liste d'ordres

### Ordres validement publiés
Selon la LPSN (5 juin 2025) :
- Caulobacterales Henrici & Johnson 1935 – ordre type
- Emcibacterales Iino et al. 2016
- Futianiales Liu et al. 2024
- Holosporales Szokoli et al. 2020
- Hyphomicrobiales Douglas 1957
- Iodidimonadales Iino et al. 2016
- Kordiimonadales Kwon et al. 2005
- Magnetococcales Bazylinski et al. 2013
- Mariprofundales Hördt et al. 2020
- Micropepsales Harbison et al. 2017
- Minwuiales Sun et al. 2018
- Rhodobacterales Garrity et al. 2006
- Rhodospirillales Pfennig & Trüper 1971
- Rhodothalassiales Venkata Ramana et al. 2014
- Rickettsiales Gieszczykiewicz 1939
- Sneathiellales Kurahashi et al. 2008
- Sphingomonadales Yabuuchi & Kosako 2006

### Ordres en attente de publication valide
Selon la LPSN (5 juin 2025) les ordres suivants sont en attente de publication valide (Ca. signifie Candidatus) :
- « Parvularculales » Garrity et al. 2003
- « Ca. Pelagibacterales » Grote et al. 2012
- « Ca. Puniceispirillales » Chuvochina et al. 2023